# Macrotoma hayesii
Macrotoma hayesii is een keversoort uit de familie van de boktorren (Cerambycidae). De wetenschappelijke naam van de soort werd voor het eerst geldig gepubliceerd in 1833 door Frederick William Hope.